# Quinto Opimio (tribuno della plebe)
Quinto Opimio (latino Quintus Opimius; fl. I secolo a.C.) è stato un senatore e tribuno della plebe romano del I secolo a.C.

## Biografia
Quinto Opimio è figlio di un Quinto della tribù Orazia che fu nel consiglio del console Gneo Pompeo. Fu probabilmente nipote dell'omonimo Quinto Opimio e fratello di Lucio Opimio .

## Carriera politica
Quinto Opimio fu senatore e tribuno della plebe e, come tale, attraverso la sua carica, contribuì a combattere le proposte di Silla facendo in modo che il console Gaio Aurelio Cotta, con una nuova legge, annullasse l'esclusione dei tribuni da tutte le cariche più alte . L'esclusione dei plebei dalle magistrature patrizie fu stabilita dalla legge Cornelia dell'81 a.C. promossa da Silla: questa, infatti, stabiliva che i tribunali plebei non potessero essere amministrati dai patrizi. La norma, però, fu abrogata nel 74 a.C..
Come Cicerone spiega nelle Verrine , la scelta di condurre Opimio a giudizio per aver posto il divieto alla legge Cornelia fu solo un pretesto .
Opimio, così, senatore del popolo romano, fu spogliato di tutti i suoi averi, del suo patrimonio e di tutti i suoi privilegi. La pesante multa che gravò su Opimio porterà il Senato a discutere sull'opportunità di abolire questo tipo di multe.
L'azione di Opimio nel porre il suo veto sulla legge di Silla è stata discussa dallo Pseudo Asconio che sottolinea i punti cardine della legge di Cotta, atta a rimuovere la proibizione dei compiti dei tribuni ; inoltre, nell'argumentum di In Verrem de praetura urbana  c'è una notazione de iudicio publico contro Quinto Opimio.